# 堅尼地城游泳池
堅尼地城游泳池（英語：Kennedy Town Swimming Pool）是香港的一個公眾游泳池，位於香港島石塘咀西祥街北2號，由康樂及文化事務署管理。由於外觀獨特，有「西環水立方」之別稱。

## 歷史

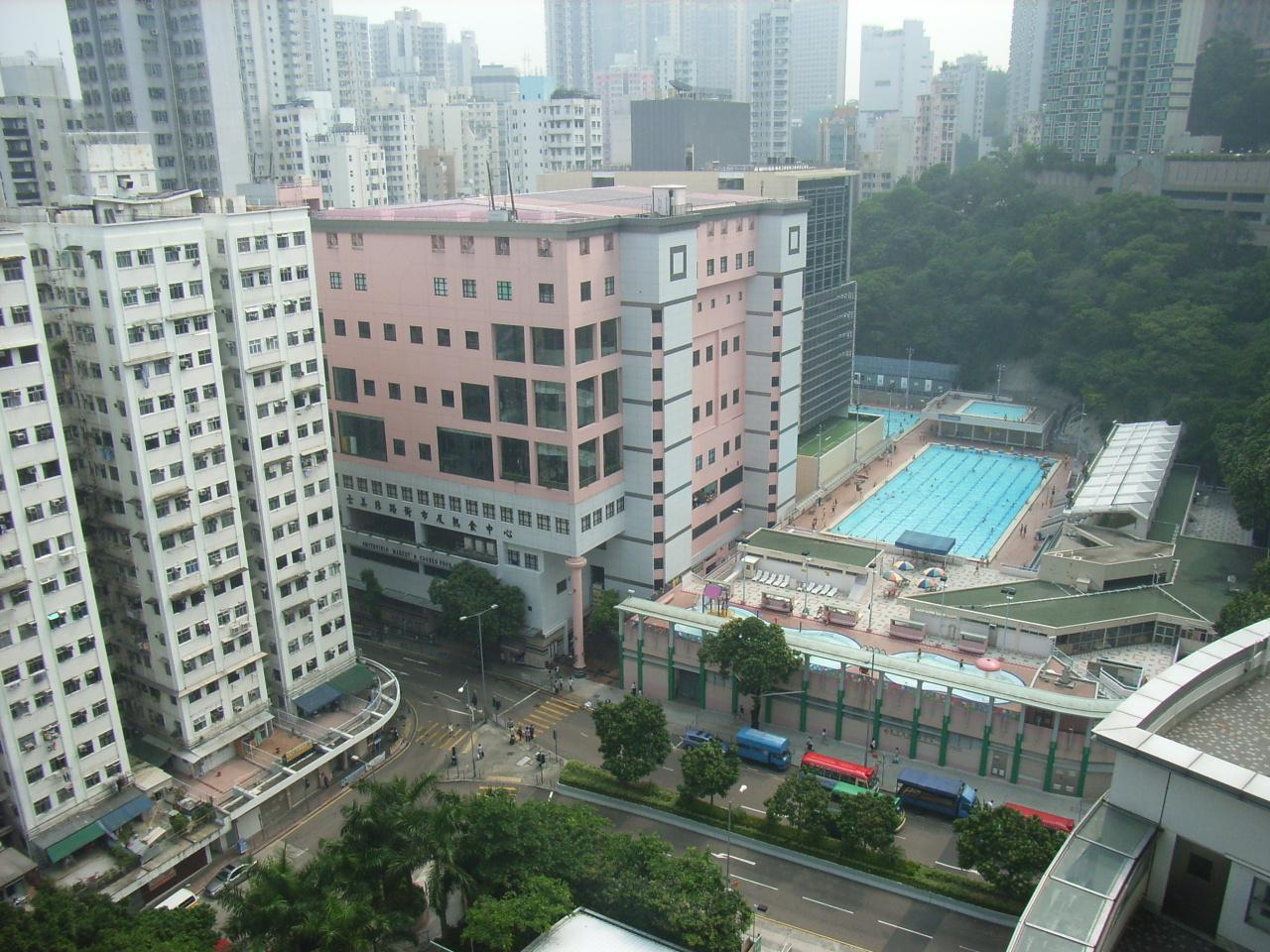
士美非路市政大廈及堅尼地城游泳池（2006年）

舊堅尼地城游泳池位於堅尼地城士美菲路12號N，該處未建成前為堅尼地城牛隻檢疫所。舊堅尼地城游泳池由英皇御准香港賽馬會斥資750萬港元興建，於1974年8月14日啟用，由其董事梁德基、市政局主席沙利士主持開幕禮，成為市政局第七個公眾游泳池。
1991年2月，市政總署計劃將堅尼地城游泳池的跳水池改建為習泳池。
因應港鐵西港島綫堅尼地城站之建造工程，堅尼地城游泳池於2010年11月30日晚上11時起永久關閉，於2010年12月20日起清拆，原址已經成為堅尼地城站和堅尼地城站專綫小巴上落客區。

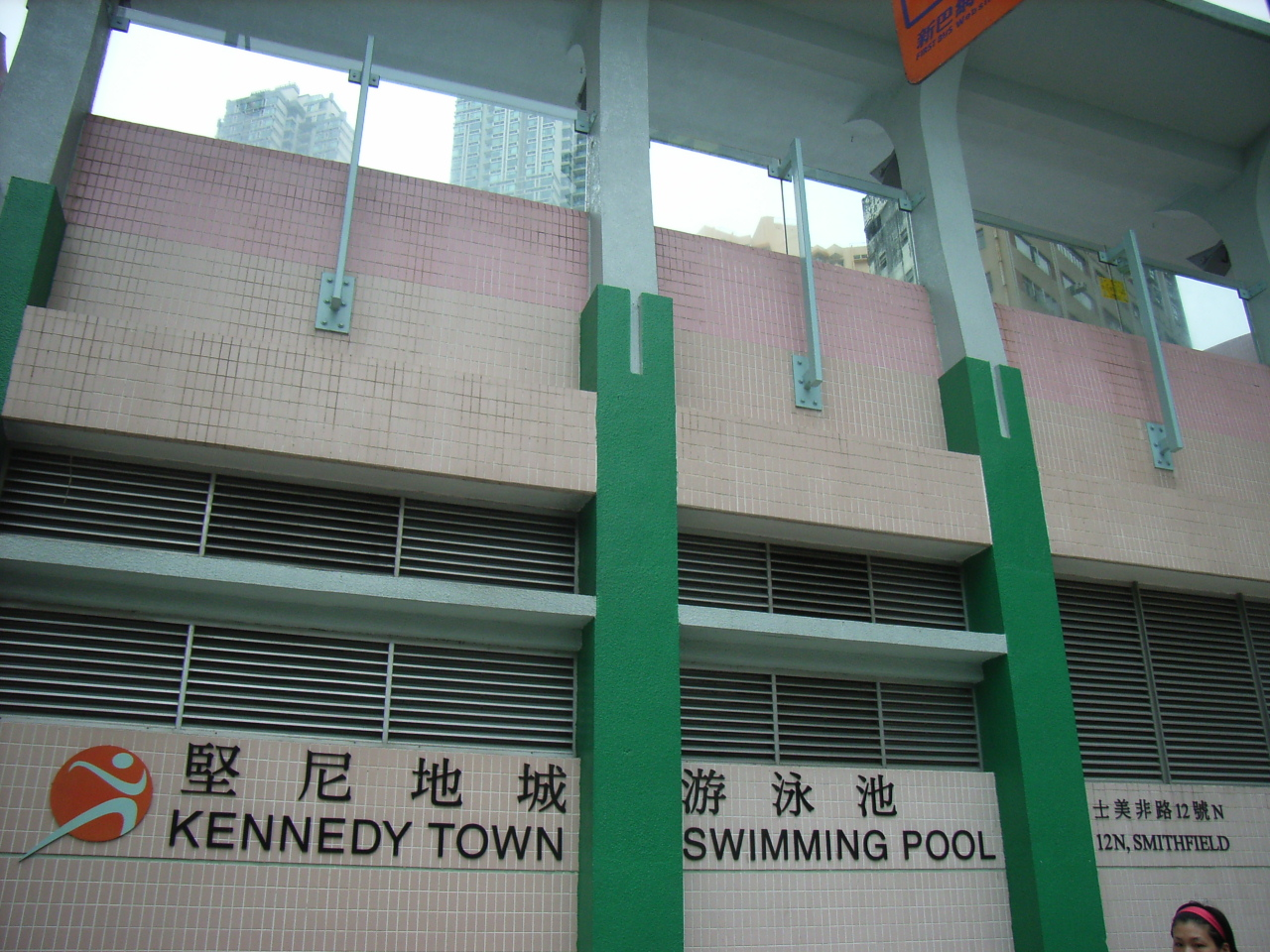
舊堅尼地城游泳池門牌
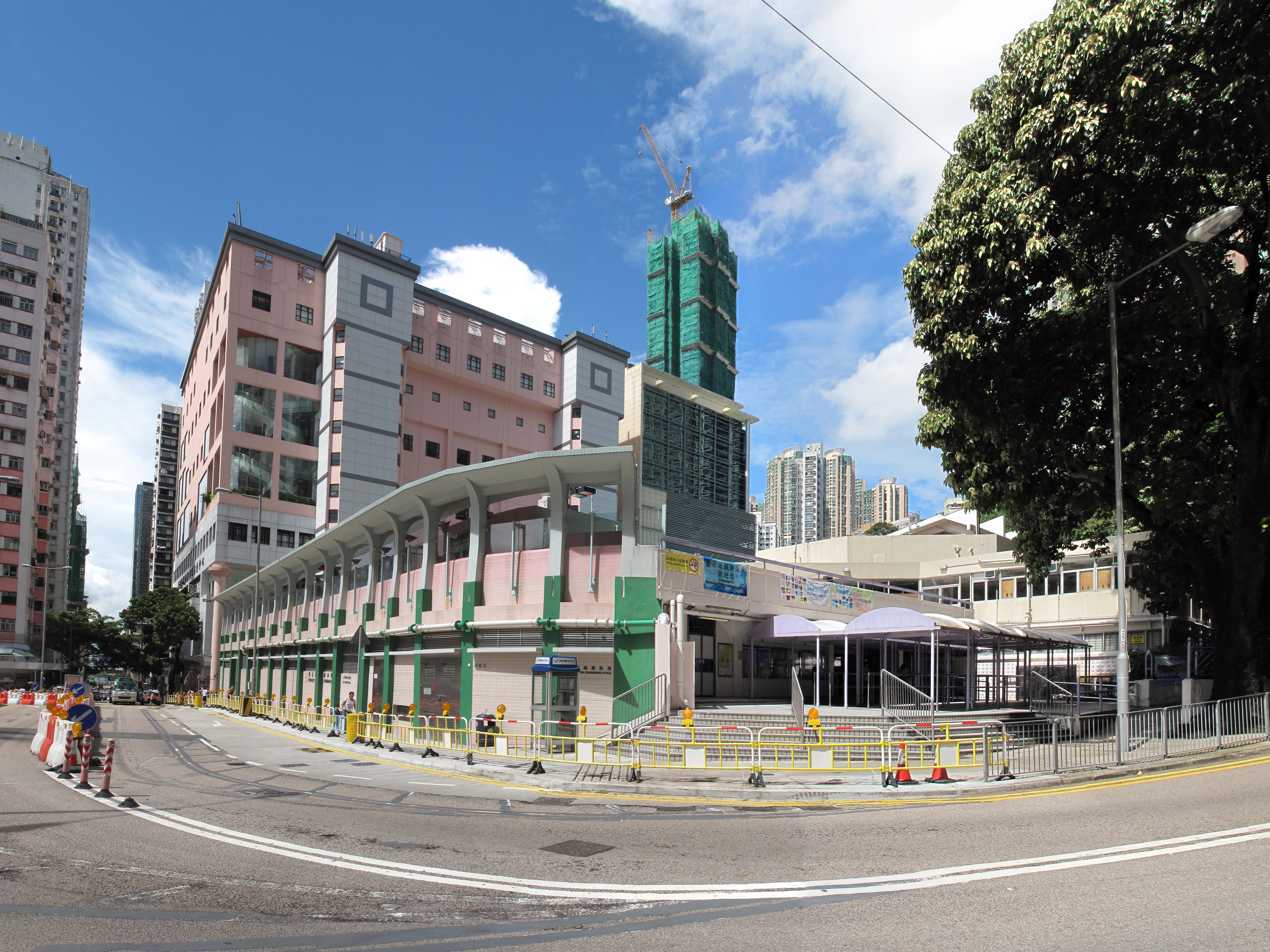
舊游泳池和士美非路市政大廈
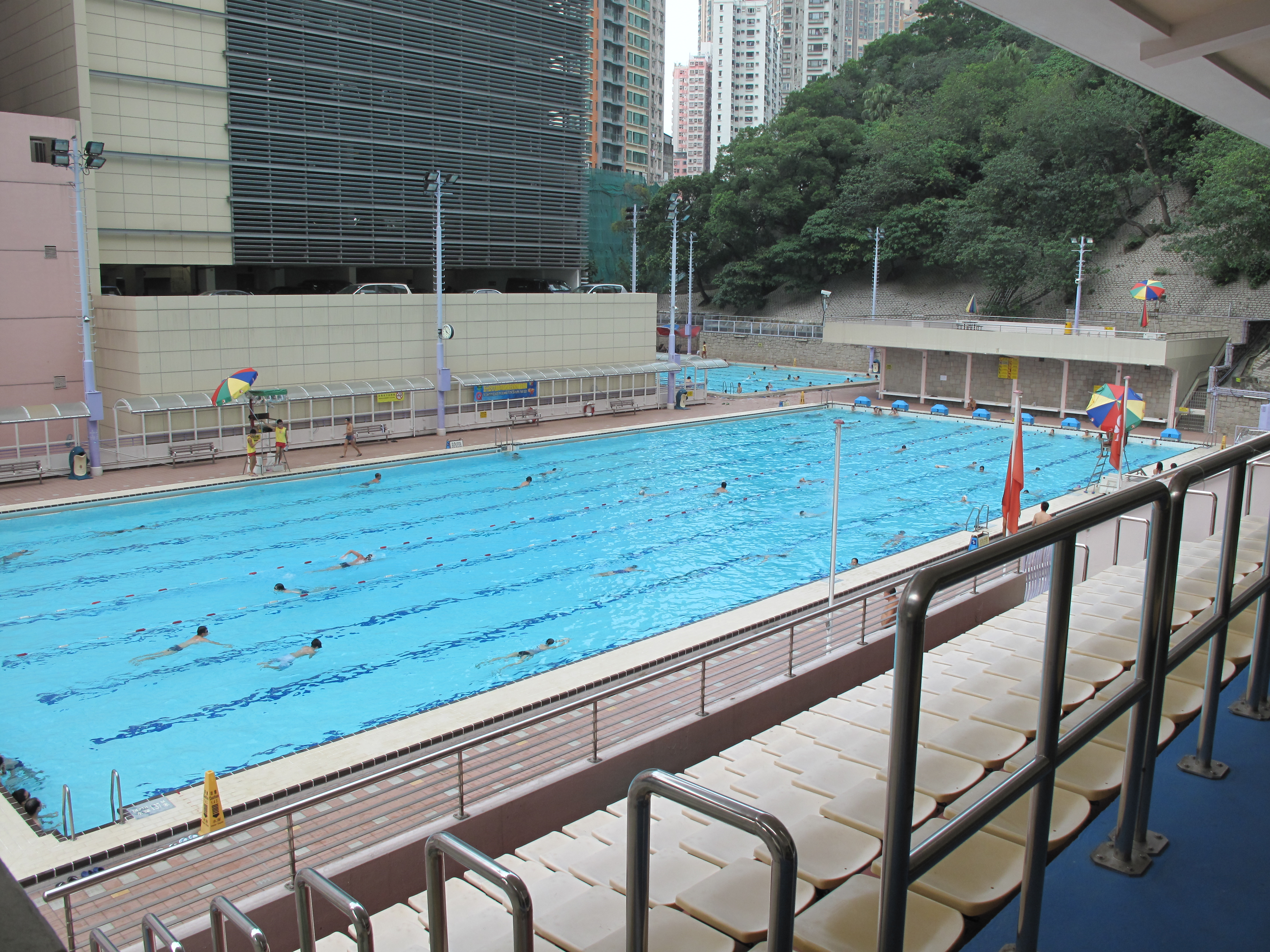
舊游泳池主池、副池和習泳池

### 設施
舊堅尼地城游泳池設有五個泳池，包括一個主池、一個訓練池、一個潛水池以及兩個兒童嬉水池，另設有一個可容納約800人的觀眾席，並設有更衣室、沖身室、小食部等設施。

### 重建

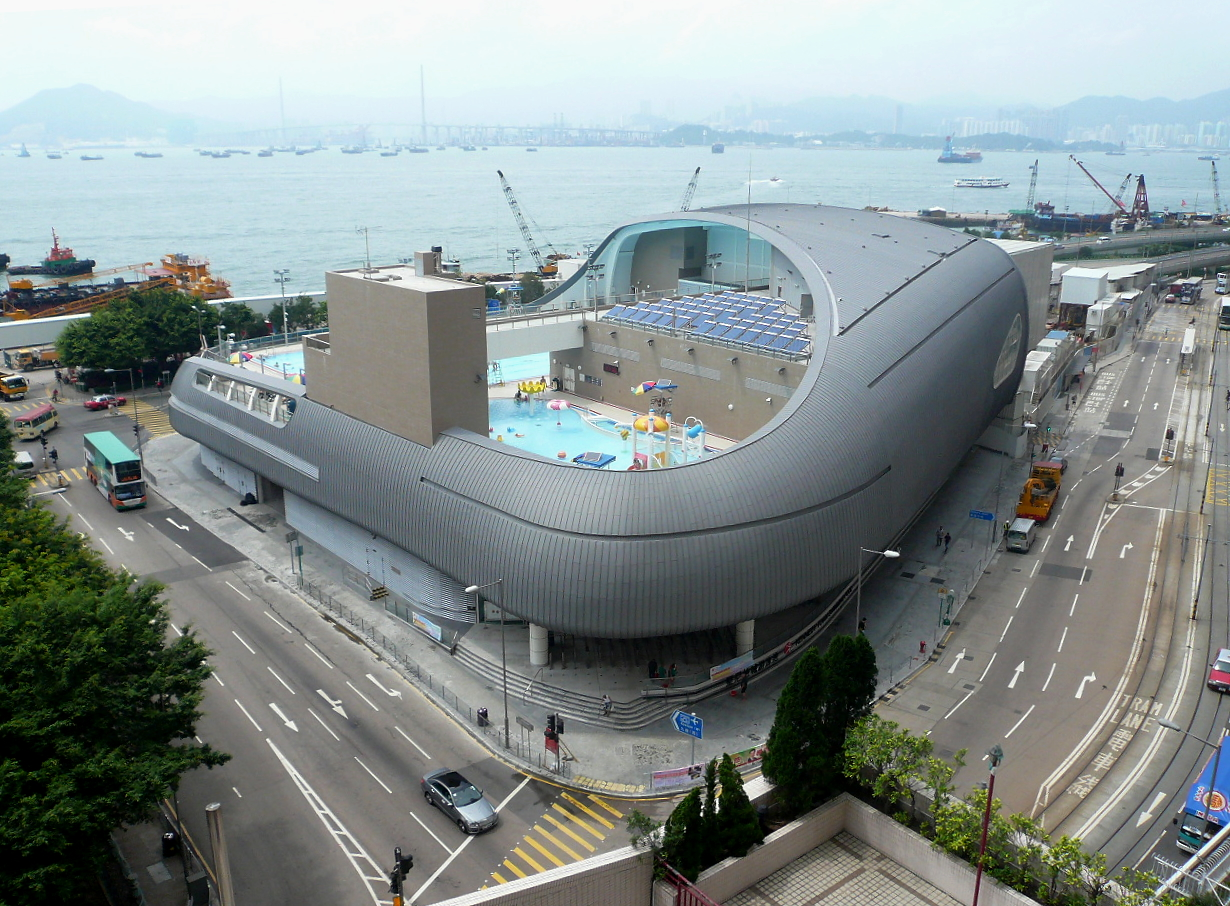
堅尼地城游泳池（2011年）

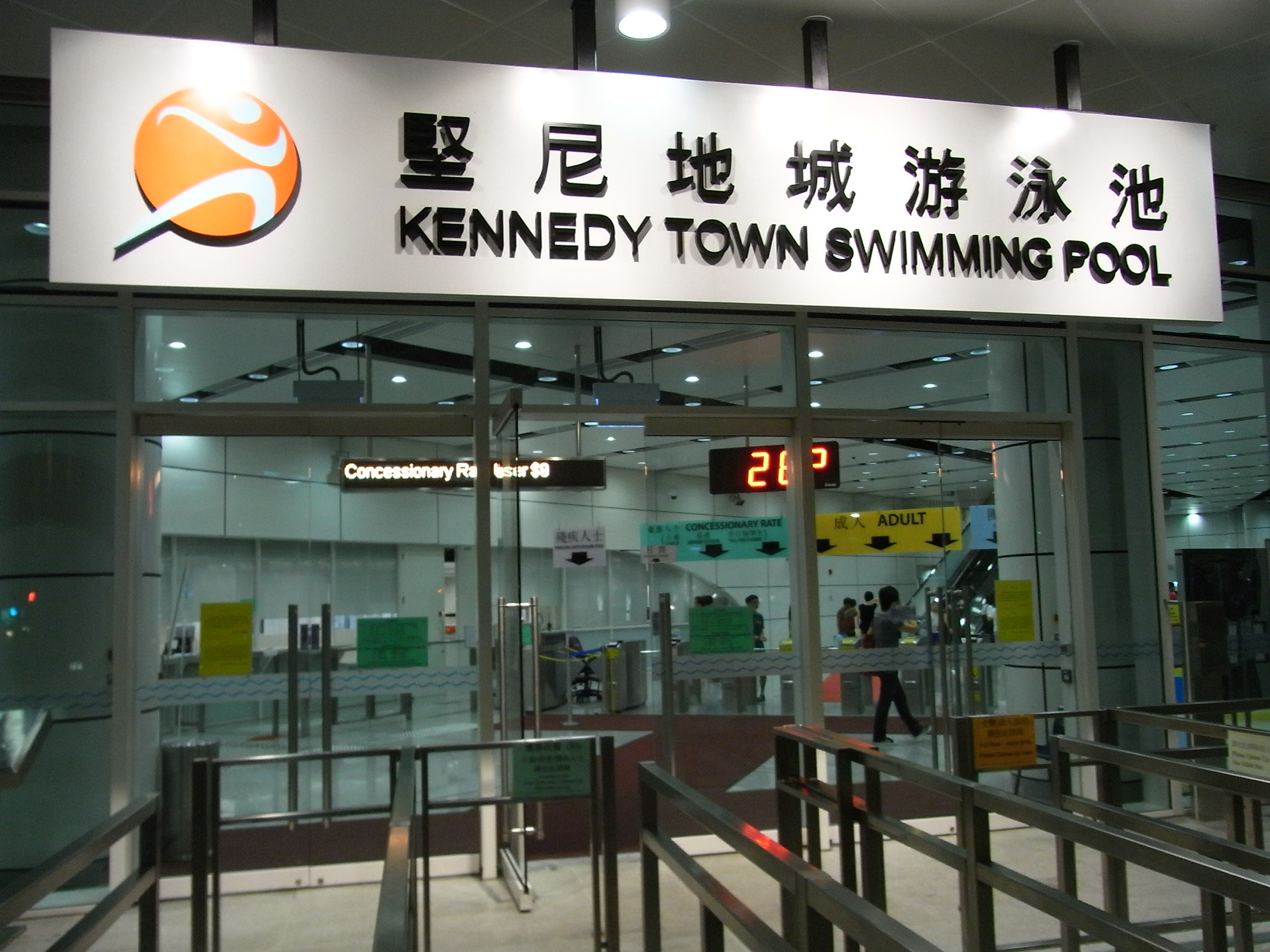
新堅尼地城游泳池入口

為方便興建西港島綫，港鐵斥資6.7億港元，於堅尼地城城西道停車場舊址興建新堅尼地城游泳池，以取代原有預定作為堅尼地城站選址的原有游泳池。新游泳池由英國著名建築師公司Farrells設計。新泳池外型採用貝殼概念，樓高5層，總面積約8900平方米。所有游泳池都設於頂層，高度為10米。第一期工程安裝置53個太陽能光伏板，並為更衣室提供熱水和節省電力。第二期工程上蓋採用乙烯-四氟乙烯共聚物（ETFE）作為物料，為北京奧運水立方場館外牆的同樣物料，可以增加自然光滲入室內，從而節約能源，基本上無需開燈，夏天可減低陽光熱力，冬天可以擋風。新游泳池鄰近海邊，可以一邊游泳一邊觀賞日落。第一期工程包括副池、嬉水池和按摩噴射池，由保華建業集團作為承辦商施工，於2011年4月完成，於同年5月11日啟用；第二期工程包括包括50米乘15米副池、25米乘12.5米訓練池、橢圓形按摩池，全部設暖水供應。游泳池於2015年12月1日起再次關閉後進行第二期重置工程，於2017年1月竣工，並在2017年2月7日重新開放。
不過，新游泳池工程即將完工時，2011年4月一度發生12個氣窗墮地事件，無人受傷。

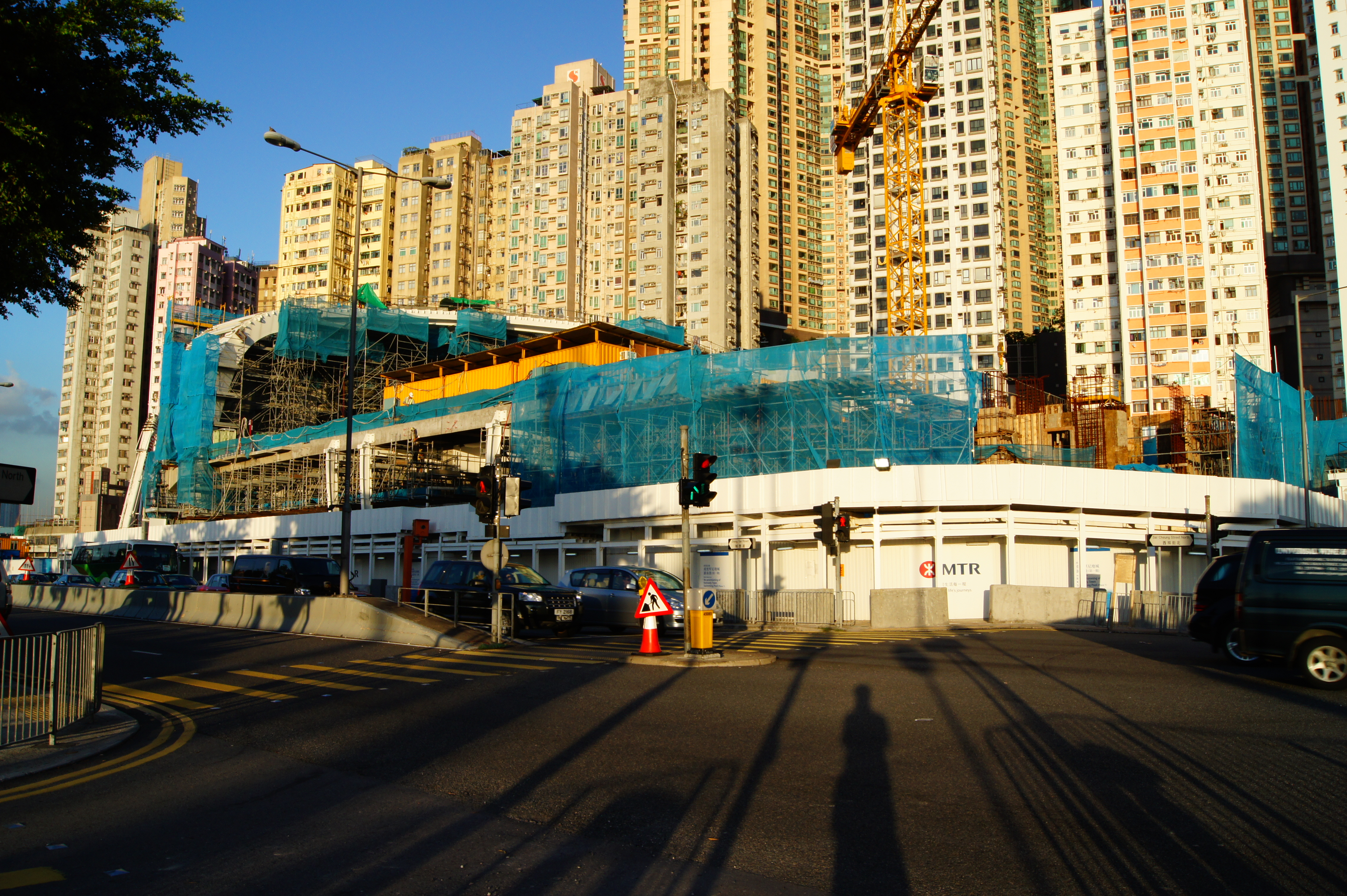
2010年8月13日（第一期工程）
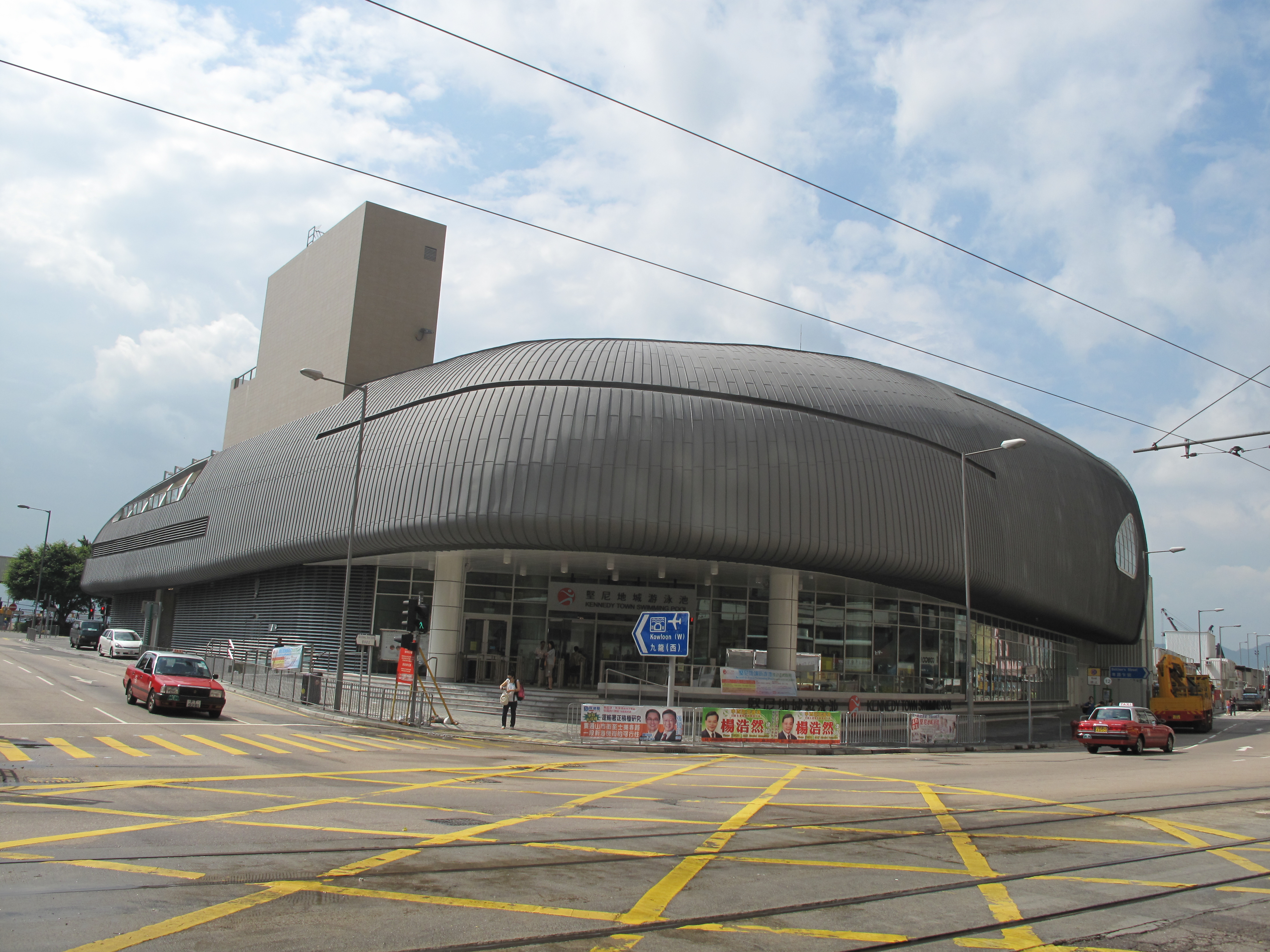
2011年6月21日（第一期竣工）
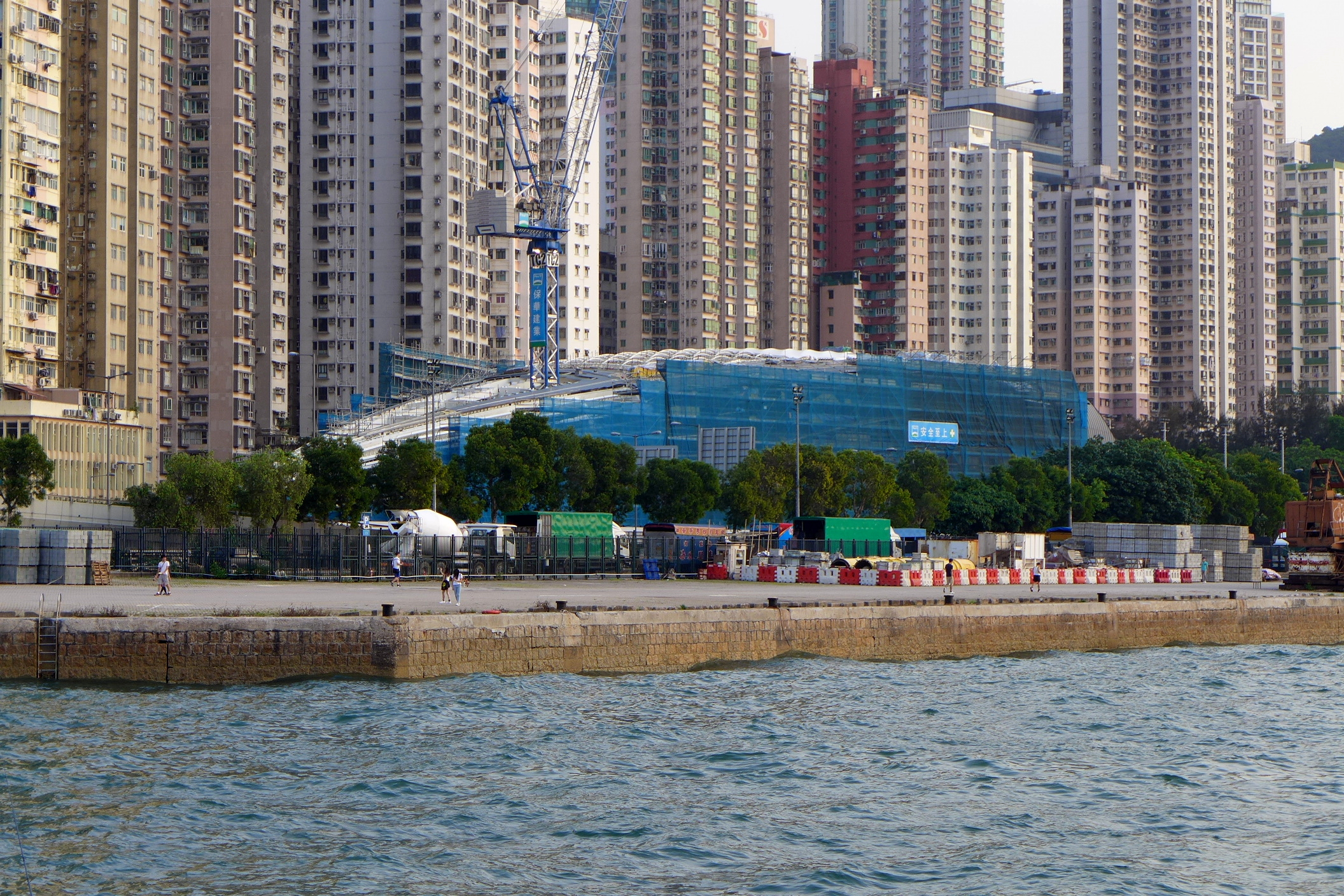
2016年5月（第二期工程）

## 開放時間
| 夏季開放時間表（4月至10月）                                                                                | 夏季開放時間表（4月至10月） | 夏季開放時間表（4月至10月） |
| --- | --------------------------- | --------------------------- |
| 第一節：上午6時30分至中午12時                                                                              | 第二節：下午1時至5時        | 第三節：晚上6時至10時       |
| 暫停開放時間：中午12時至下午1時及下午5時至6時                                                              |                             |                             |
| 冬季開放時間表（11月至翌年3月，只開放室內泳池）                                                            |                             |                             |
| 第一節：上午6時30分至中午12時                                                                              | 第二節：下午1時至5時        | 第三節：晚上6時至10時       |
| 暫停開放時間：中午12時至下午1時及下午5時至6時                                                              |                             |                             |
| 配合每年維修工程的暫停開放時間                                                                             |                             |                             |
| 室內泳池：9月11日至10月31日 戶外泳池：11月1日至翌年4月15日                                                 |                             |                             |
| 每周大清潔行動                                                                                             |                             |                             |
| 本公眾游泳池逢星期三進行一次大清潔行動，時間為上午10時至第二節開放時段完結為止，而泳池會於同日第三節重開。 |                             |                             |

## 附近建築物
- 士美非路市政大廈
- 堅尼地城社區綜合大樓

## 外部連結
- 康樂文化事務署 - 堅尼地城游泳池 （页面存档备份，存于）
- 窗撐過長致「水立方」飛窗 （页面存档备份，存于）